# Timoleonte
Timoleónte (o Timoleóne, in greco antico: Τιμολέων?, Tīmolèōn; Corinto, ... – Siracusa, ...; fl. IV secolo a.C.) è stato un politico e militare greco antico.

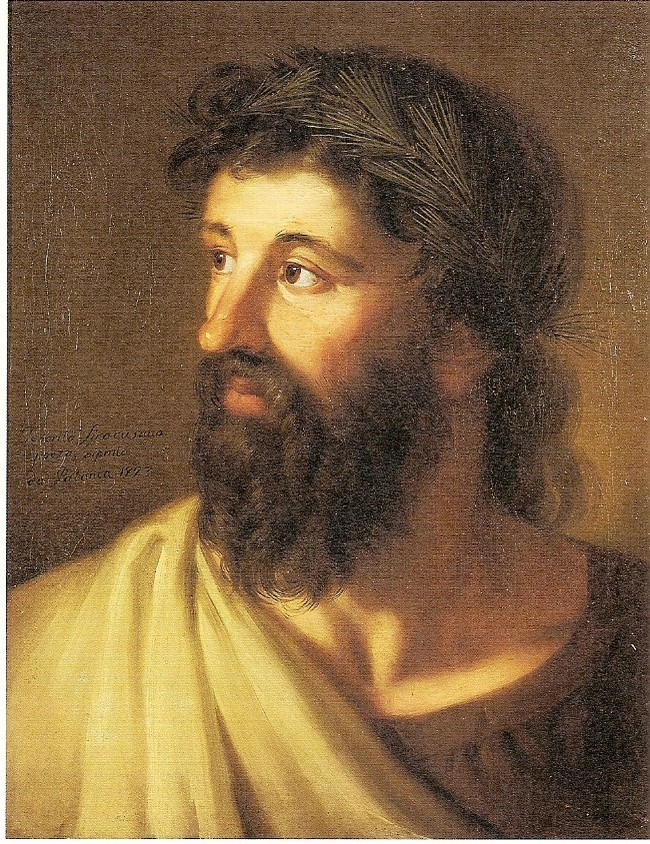
Timoleonte (dipinto del pittore Giuseppe Patania)

Operò negli ultimi anni della sua vita (344-335 a.C.) in Sicilia: il suo intervento derivò dalla richiesta che Siracusa (fondata dall'ecista corinzio Archia) avanzò alla madrepatria Corinto perché questa riportasse la pace nella città siceliota, liberandola dalla tirannide e dagli strascichi della complessa fase che vide confrontarsi Dionigi il Giovane e Dione.

## A Corinto

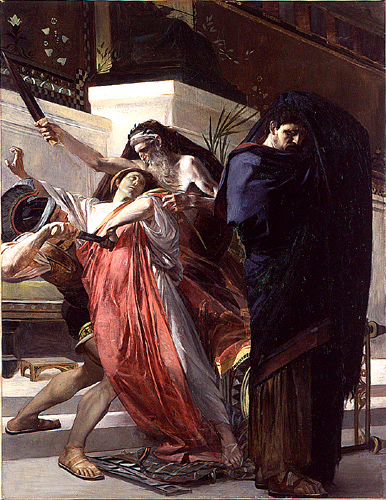
Albert Besnard, La morte di Timofane, 1874

Della vita di Timoleonte prima della spedizione siciliana sappiamo assai poco. Le fonti classiche relative a questa fase della vita di Timoleonte sono Diodoro e Plutarco (che si dedica, nelle sue Vite parallele, ad un confronto tra Timoleonte e Lucio Emilio Paolo).
Figlio di Timodemo, di nobile famiglia corinzia, ebbe un'infanzia agiata e tranquilla. Da giovane ebbe una normale carriera militare, tipica di un nobile. Arrivò quindi ad avere degli incarichi militari di notevole importanza, in un periodo abbastanza traumatico, che portò alla sconfitta dell'esercito spartano dopo secoli di imbattibilità.

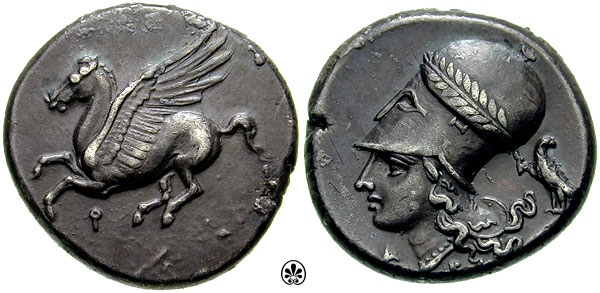
Uno statere di Corinto, ca. 345-307 a.C.

Corinto, nel 366, aveva rifiutato l'alleanza tebana, rinnovando l'alleanza con Atene e con Sparta. Ma aveva preferito difendere l'istmo con le sole sue forze, allontanando la guarnigione ateniese oltre l'istmo e rifiutando di fare entrare la flotta ateniese nel proprio porto. Nel 365, Timoleonte era il secondo in comando di un esercito di 3000 mercenari, al cui comando era il fratello Timofane, che aveva il compito di difendere l'istmo di Corinto di fronte ad un eventuale tentativo di invadere il Peloponneso. Timofane decise allora di occupare con i suoi mercenari l'Acrocorinto, l'acropoli della città di Corinto, per poter imporre la sua tirannia sulla città. Timoleonte non approvava che il fratello volesse farsi tiranno e con l'appoggio dei mercenari si oppose. Alla fine Timofane risultò ucciso. Dopo questi avvenimenti, Corinto si ritirò dall'alleanza confederata contro Tebe, trattando una pace separata in cui si tentò inutilmente di coinvolgere anche Sparta.
Le fonti riferiscono la vicenda del fratricidio in termini contrastanti: Diodoro (XVI, 65, 4) riporta che Timofane fu ucciso per mano di Timoleonte, mentre, stando a Plutarco e a Cornelio Nepote, Timoleonte si sarebbe servito di due complici (un indovino e un cognato) e avrebbe abbandonato la scena in lacrime. In ogni caso l'episodio (che va collocato tra il 366 e il 365 a.C., subito prima della pace tra Corinto e Tebe e non, come fa Diodoro, tentando di coprire l'infamia di Timoleonte, subito prima l'impresa siciliana) compromise la carriera pubblica di Timoleonte, il quale trascorse i venti anni successivi ai margini della scena politica, anche perché i Corinzi non erano del tutto convinti della natura del gesto. Tant'è che quando il condottiero verrà scelto per guidare la spedizione siciliana, un notabile corinzio di nome Teleclide (stando alle Vite parallele) gli dirà:
(Vita di Timoleone, 7.2)
La tradizione riporta che Timofane si sarebbe posto a capo di un movimento per la redistribuzione della terra. La resistenza di Timoleonte al tentativo tirannico del fratello rivela il suo orientamento moderato. La tradizione insiste peraltro sul suo odio acerrimo verso la tirannide.
Resta comunque poco chiaro come mai Corinto abbia accettato di aiutare i Sicelioti, soprattutto tenendo conto del suo stato di prostrazione dopo oltre cinquant'anni di conflitti, anche interni.

## L'impresa siciliana

Sicilia e Magna Grecia nel V secolo a.C.

### Il turbolento contesto siciliano
Nel 347 o nel 346 a.C., Dionisio il Giovane, dopo aver cacciato il fratello Niseo, aveva ripreso il potere a Siracusa: dieci anni prima era stato esiliato dallo zio Dione (fratello di Aristomache e quindi cognato di Dionisio il Vecchio). Ma l'autorità di Dionisio è debole a Siracusa e tanto più nel resto dell'isola. Il periodo è infatti caratterizzato da una moltitudine di tiranni. La tradizione ne riporta sette: Leptine, che aveva liquidato Callippo (l'assassino di Dione), si era stabilito ad Apollonia e ad Engio (forse l'odierna Troina); Mamerco, un mercenario forse campano, a Katane; un Apolloniade ad Agirio; un Nicodemo a Centuripe; un Ippone a Messana e, infine, Andromaco a Tauromenion e Iceta, originario di Siracusa, a Leontini. Nel complesso, il ruolo dei mercenari è, in questa fase di grande depressione economica per l'isola, essenziale per l'assunzione e il mantenimento del potere.
Passato poco tempo dal ritorno di Dionisio il Giovane, i cittadini siracusani guidati da Iceta nell'esilio lentinese, stanchi della situazione di incertezza, si rivolgono alla madrepatria, cioè a Corinto. I Corinzi decretano di inviare un esercito di volontari e mercenari, e all'unanimità votano di mettere a capo della spedizione Timoleonte (o perché credevano in lui o perché desideravano liberarsi di lui). È questo il periodo in cui nella storia greca entra Filippo II di Macedonia: al re macedone guardano con favore i moderati di Grecia, ma l'orientamento predominante è a quel tempo antimacedone, per cui è possibile che la scelta ricadesse su Timoleonte con il fine di sbarazzarsi di un oppositore politico.

### Le fonti sull'impresa
Dell'impresa siciliana di Timoleonte, oltre che dalla biografia di Plutarco, siamo informati da Cornelio Nepote. Sia Plutarco sia Nepote si rifanno probabilmente ad una biografia ellenistica, a sua volta basata sull'opera di Timeo di Tauromenio, figlio di Andromaco, tiranno di Tauromenio. Da Timeo attinge anche Diodoro, ma da Plutarco lo distinguono diversi punti, per cui si è ipotizzato che lo storico siceliota si sia servito dello storico ateniese Diillo, mentre ad Atanide di Siracusa si sarebbe rifatto Plutarco. Così, ad esempio, Diodoro e Nepote asseriscono che la spedizione di Timoleonte era tesa a liberare Siracusa da Dionisio il Giovane, mentre Plutarco intende la spedizione in chiave anti-cartaginese. Ed è possibile che abbiano entrambi ragione. Infatti, mentre Timoleonte è impegnato nei preparativi del viaggio, Iceta rivela il suo vero intendimento e si allea con Cartagine, la quale, sicura di poter approfittare delle divisioni siceliote, decide di intervenire. Nel 345 a.C., dunque, Cartagine arma una flotta, comandata da Annone.

### Spedizione contro i tiranni di Siracusa

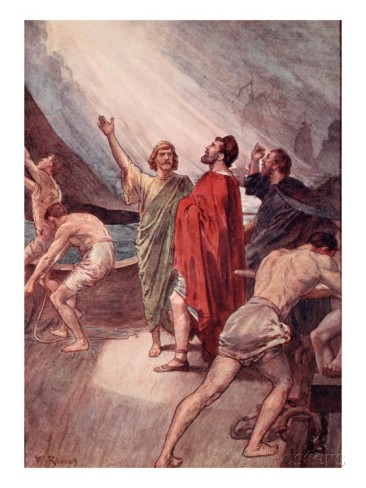
Timoleonte salpa per la Sicilia (William Rainey): una fiaccola miracolosa compare davanti alle navi del corinzio, guidandolo fino alle coste dell'Italia (Diod. Sic., XVI, 66, 3-5)

Le fonti antiche che narrano lo svolgimento dei fatti sono principalmente tre: i greci Diodoro Siculo e Plutarco, e il latino Cornelio Nepote. 
La minaccia cartaginese costringe Timoleonte ad affrettare i preparativi. Nel 344 a.C., dopo aver consultato l'oracolo di Delfi, che gli dà un responso positivo, salpa con appena dieci triremi, alla guida di un esercito di circa settecento uomini tra Corinzi e mercenari. L'intento, con un'armata così esigua, è quello di trovare alleati in Sicilia sia tra le poleis sia tra le truppe mercenarie di Dionisio, ora attaccate dai Cartaginesi.
A Metaponto Timoleonte apprende da messi di Iceta che il tiranno di Leontini si è ormai impadronito di Siracusa e che Dionisio è barricato a Ortigia. Iceta lo avverte anche che un forte contingente cartaginese sta cercando di intercettarlo nei pressi dello Stretto di Messina. Timoleonte a questo punto convoca a Rhegion un incontro con gli ambasciatori cartaginesi e con seguaci di Iceta, ma riesce con astuzia ad eludere la sorveglianza degli avversari, raggiungendo infine le coste siciliane, a Tauromenio, dove Andromaco si erge a suo protettore e ne integra le armate. Ma il tiranno di Tauromenio appare all'inizio il solo disposto a credere nelle intenzioni dichiarate da Timoleonte. Gli altri Sicelioti sono memori delle recenti brucianti delusioni, come riporta Plutarco:
(Vita di Timoleonte, 11, 6-12, 1)
Tauromenio diventa la base degli attacchi terrestri di Timoleonte: questi, pur essendo in inferiorità numerica, sconfigge Iceta nella battaglia di Adranon, una città dell'interno dell'isola, alle falde dell'Etna. Il successo conquista alla causa di Timoleonte Tindari e il condottiero Mamerco. Lo stesso Dionisio si dichiara disposto a consegnarsi a Timoleonte e al tiranno viene garantito l'esilio a Corinto.
Appena cinquanta giorni dopo essere sbarcato in Sicilia, Timoleonte ha già provocato la fine della dinastia dionigiana. Corinto a questo punto invia rinforzi, circa duemila opliti e duecento cavalieri, comandati da Demarete e Dinarco. Queste forze vengono però intercettate da una flotta cartaginese e sono quindi costrette ad approdare a Thurii: inizialmente supportano la colonia panellenica contro i Bruzi, per poi raggiungere via terra lo Stretto di Messina. Di lì, su imbarcazioni offerte da Reghion, muovono per la costa siciliana, che raggiungono soltanto nell'inverno a cavallo tra il 344 e il 343 a.C.

### Difesa di Ortigia e presa di Siracusa
In attesa dell'arrivo di Demarete e Dinarco, Timoleonte si installa a Katane, supportato da Mamerco. Da Katane supporta gli assediati di Ortigia, difesa da Euclide e Telemaco (che Timoleonte aveva inviato da Dionisio quando questi si era reso disponibile ad abdicare). La flotta cartaginese è imponente: si compone di 150 navi e circa 60.000 uomini, al comando di Magone. Con una sortita gli assediati conquistano il quartiere di Acradina. Nel frattempo, Timoleonte conquista Messana e si assicura il collegamento con Reghion. A questo punto il condottiero corinzio muove verso Siracusa, con il proposito di accordarsi con Iceta e sganciarlo dall'alleanza con Cartagine. Il racconto plutarcheo riporta lo stile della propaganda anticartaginese messo in campo da Timoleonte. Così, infatti, si sarebbero rivolti gli opliti di Timoleonte ai mercenari di Iceta:
(Vita di Timoleonte, 20, 7)
Ma non devono essere mancati argomentazioni più solide, come la promessa ad Iceta di tornaconti personali in cambio dell'abbandono dell'insidiosa alleanza. Sia come sia, Magone teme che Iceta cambi fronte e rinuncia all'attacco, rifugiandosi nell'epikrateia cartaginese posta nell'ovest dell'isola. Iceta, ormai accerchiato, è costretto a ritirarsi a Leontini. Quanto a Magone, ritiratosi nonostante la netta predominanza numerica, al ritorno in Africa è costretto al suicidio.

### Riorganizzazione di Siracusa
Timoleonte è ormai padrone di Siracusa e sceglie di operare in rottura con il passato. Abbatte infatti le fortificazioni di Ortigia, dove fa edificare tribunali, mostrando così piena attenzione alle istanze popolari. Vi è poi il problema della depressione economica e demografica della polis seguita alla guerra e all'occupazione cartaginese.
Per rimediare, Timoleonte promuove il primo di numerosi bandi di colonizzazione. Sarebbero state 60.000 le unità che affluiscono da tutto il mondo greco per ripopolare Siracusa (e tra questi vi è anche un profugo da Terme, il giovane Agatocle, futuro tiranno e poi basileus): questa cifra è il frutto della testimonianza di Plutarco e non c'è modo di controllarne l'accuratezza, ma certamente l'apporto deve aver avuto un significato fondamentale per la ripresa dell'attività agricola e pare anzi che, sulla base della ricerca archeologica, la cifra vada ritoccata al rialzo. Alla crisi economica Timoleonte risponde con una capillare opera di redistribuzione della chora, con la vendita a condizioni agevolate di immobili demaniali e con sussidi ai meno abbienti. Ad eccezione di quella di Gelone, mette all'asta le statue dei vecchi tiranni. In tal modo trova margini anche per finanziare la guerra ai Cartaginesi.
Timoleonte, che "non aveva alcuna autorità legale in Sicilia", si sarebbe inoltre preoccupato fin da subito di riformare la costituzione siracusana: lo fa dando ad essa un orientamento democratico. Lo attesta Diodoro (XVI, 70, 5):
Esiste in questi provvedimenti un richiamo alla linea espressa da Eraclide e Ippone ai tempi di Dione. Ciò non significa che Timoleonte rinneghi l'impronta oligarchica che lo connota fin dall'episodio dell'uccisione di Timofane. Le concessioni democratiche verso l'uguaglianza sociale (ἰσότης, isotes) vanno contestualizzate in una fase critica, in cui il condottiero corinzio cerca di conquistare consenso e di scongiurare il formarsi di una nuova tirannide. Più in avanti, poco prima della morte, Timoleonte tornerà sul tema costituzionale, adottando delle riforme più consone al suo orientamento più proprio, di stampo oligarchico-conservatore. In ogni caso, su queste riforme che Timoleonte avrebbe adottato non appena conquistata Siracusa le fonti non sono affatto chiare e c'è anzi chi pensa che in quella fase di turbolenza egli abbia preferito mantenere lo status quo normativo, che lo inquadra forse strategòs autokrátor pur non essendo nemmeno cittadino siracusano. Assumendo una carica militare, egli poteva in qualche modo operare a prescindere dall'impianto costituzionale di base, che probabilmente né Dionisio il Vecchio né Dionisio il Giovane avevano toccato, pur svuotandolo di significato. La cittadinanza siracusana accettò questa condotta anche perché l'operato di Timoleonte sembrava miracolosamente protetto dalla dea Tiche, la personificazione della fortuna. Scrive Moses Finley:
A sua volta osserva Dreher:
La Vita plutarchea ha decisamente contribuito a costruire un'immagine di Timoleonte virtuoso e compassionevole, testimone innocente di soprusi e uccisioni, a partire dall'assassinio del fratello. A differenza, però, degli altri tiranni, Timoleonte fu il solo a preoccuparsi di mettere in piedi un progetto statuale che potesse sopravvivergli e che potesse assicurare un futuro di pace all'isola, in ciò distinguendosi soprattutto dallo stato territoriale di un Dionisio il Vecchio. Fu in questa direzione che va interpretato l'operato di Timoleonte al momento del suo ritiro, quando rimise mano (o mise mano per la prima volta) alla riforma costituzionale della politeia siracusana.

### Ripopolamento della Sicilia

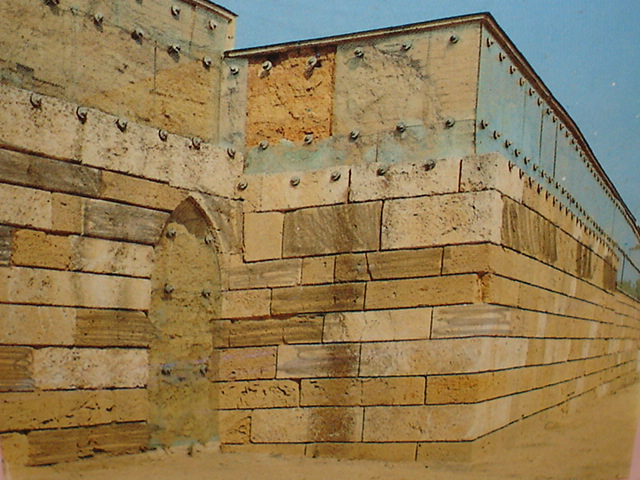
Gela, le cosiddette "Mura timoleontee"

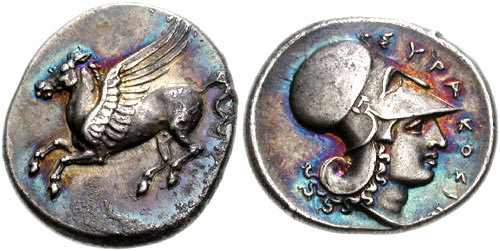
Pegaso siracusano: di epoca timoleontea, la moneta fu coniata tra il 344 a.C. e il 317 a.C.

Nel complesso, Timoleonte favorisce, come confermato dalla ricerca archeologica, un periodo di significativo sviluppo urbano: Akragas e Gela, che erano ormai pressoché deserte, tornano agli antichi fasti. Tutto l'entroterra meridionale conosce un'analoga rinascita. Megara Iblea, che era stata distrutta da Gelone nel 483 a.C., viene rifondata. In località oggi denominata Scornavacche, tra le odierne Vizzini e Chiaramonte Gulfi, sulla riva sinistra del fiume Dirillo, nasce una nuova colonia, che sarebbe vissuta mezzo secolo, lì dove in passato era stato un piccolo insediamento poi distrutto dai Cartaginesi nel 405 a.C. Rinasce anche Agyrion, mentre maggiori dubbi ci sono in relazione a Minoa, che viene ribattezzata Eraclea e forse ripopolata con elementi provenienti da Cefalù. Infine Sabucina, il cui centro verrà ricostruito e ripristinate le fortificazioni.
Come testimoniato da Diodoro, risorge anche l'edilizia monumentale, che era pressoché ferma dai tempi dell'invasione cartaginese della fine del V secolo a.C. Vengono restaurati templi, teatri e altri edifici pubblici, e si assiste anche a nuove costruzioni. I fondi, sempre secondo Diodoro, provengono dalla rinvigorita attività agricola ed è probabile che la Grecia rappresentasse il più importante mercato di sbocco, tanto che si assiste ad un'imponente importazione di monete di tipo corinzio (dette "pegasi"), che divengono nel tempo la moneta corrente per tutta l'isola. In qualche caso si tratta di coniazioni locali, ma la maggior parte delle monete proviene dalla stessa Corinto e dalle città da essa dipendenti. Il fenomeno peraltro non è banale, se si considera che Corinto, pur avendo inviato Timoleonte, non ha un vero controllo dell'attività del condottiero e anzi i suoi rapporti con la Sicilia, dopo l'impresa timoleontea, ritornano agli stessi bassi livelli di intensità che avevano prima. Altrettanto poco chiaro è da dove provenga l'argento per la coniazione: il bottino ottenuto a Crimiso spiega solo in parte la questione.
Si calcola che furono circa 60.000 i Greci attratti dai bandi di colonizzazione di Timoleonte. Erano cittadini insoddisfatti, economicamente svantaggiati o particolarmente arditi.

### L'istituzione dellasymmachía
Nel frattempo, a Cartagine, Annone tenta di instaurare un potere personalistico. Ciò determina una crisi tra i Punici, di cui Timoleonte è pronto ad approfittare. Nell'estate del 342 a.C., dopo aver attaccato senza frutto Iceta, Timoleonte conquista Apollonia ed Engio e ne scaccia Leptine, che viene mandato come Dionigi a Corinto. Poi attacca l'epikrateia cartaginese, con lo scopo di fare bottino. Conquista così Entella, mentre altri centri che orbitavano nella sfera d'influenza punica gli si sottomettono e ne ricevono in cambio l'autonomia. Anche le comunità sicane e sicule si sottomettono.
Queste conquiste sono alla base dell'istituzione di una simmachia tra Siracusa e gli altri centri di Sicilia, tanto sicelioti quanto indigeni, la cui impronta qualificante è la cacciata dei Punici dall'isola. La simmachia timoleontea è caratterizzata dalla garanzia della libertà dei contraenti, ma anche dalla condivisione della politica estera di Timoleonte. La formula, che riprende in parte l'azione di Filippo II in Grecia, cerca di articolare un'alternativa alla forma statuale iniziata da Dionigi il Vecchio.

### Battaglia del Crimiso e pace con Cartagine

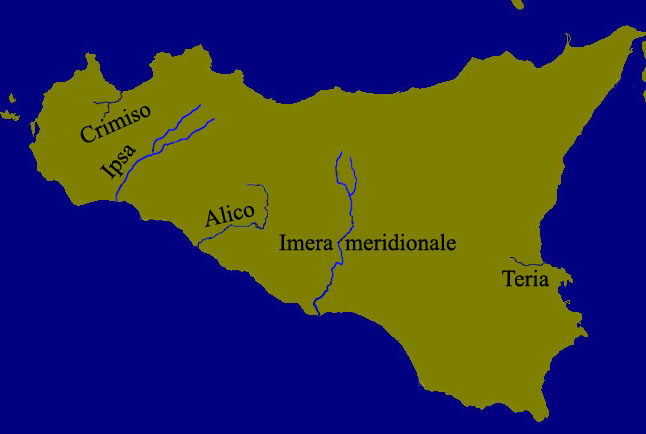
Nomi antichi di alcuni fiumi siciliani. In particolare il fiume Halykos (l'odierno Platani) finì per segnare il confine tra la epikràteia cartaginese, a occidente, e la zona di influenza greca, ad oriente del fiume, così come concordato tra Timoleonte e i Cartaginesi nel trattato di pace siglato nel 339 o nel 338 a.C., pochi anni dopo la battaglia del Crimiso.

La presenza di Entella all'interno della simmachia è per Cartagine una nitida minaccia: ripresasi dalla crisi interna, nell'estate del 339 a.C., ma più probabilmente in quella del 341 a.C., allestisce una potente flotta, che sbarca presso Lilibeo. Timoleonte è costretto ad interrompere la sua lotta contro i tiranni e anzi a coinvolgerli nel fronte antipunico, a partire da Iceta. A tappe forzate si reca a Segesta e lo scontro avviene nei pressi del fiume Crimiso (la cui identificazione è incerta: forse il Belice o il Fiumefreddo). Qui Timoleonte ottiene una schiacciante vittoria sui Cartaginesi impegnati a guadare il fiume. Questi perdono non solo gran parte dell'armata mercenaria, ma anche buona parte della milizia cittadina (il cosiddetto "battaglione sacro").
Il bottino è assai ricco. Una parte viene inviata a Corinto, come attesta un'iscrizione dedicatoria (SEG 11, 126) che è riportata anche da Plutarco (Vita di Timoleonte, 29, 6).
Timoleonte si spende perché propagandisticamente la vittoria al Crimiso venga associata a quella di Gelone alla battaglia di Imera, ancora una volta nel segno della lotta al "barbaro" punico. Ma il richiamo all'ideale panellenico non era così importante per i tiranni che contendevano a Siracusa il dominio, cioè Iceta, Mamerco, Ippone, Nicodemo e Apollonide: essi temevano, infatti, che la capitale aretusea, ben collegata in questa fase alla madrepatria Corinto, li avrebbe in breve rovesciati. La stessa attenzione che Timoleonte aveva mostrato alla madrepatria nella distribuzione del bottino suscita il malcontento dei mercenari campani stanziati presso l'Etna, oltre che dei signorotti. La reazione di Timoleonte è però pronta. Iceta è sconfitto e condannato a morte per tradimento, insieme al figlio, mentre la componente femminile della famiglia di Iceta viene condotta a Siracusa e lì condannata a morte dall'assemblea del popolo. Con i Cartaginesi viene stipulato un trattato di pace (nel 339 o nel 338 a.C.), che stabilisce nell'Hálikos il confine. I Cartaginesi, dal canto loro, si sottraggono all'alleanza con i tiranni e acconsentono a lasciare indipendenti le poleis siceliote e liberi i Sicelioti che vogliono allontanarsi dalla epikràteia. Frantumato in tal modo il fronte dei nemici, Timoleonte ha buon gioco a vincere Mamerco e Ippone, che vengono giustiziati. In particolare, Mamerco fu forse crocifisso e Ippone torturato a morte nel teatro di Messana, sotto gli occhi di numerosi spettatori, tra cui diversi adolescenti fatti riversare lì dalle vicine scuole. Solo ad Andromaco, che lo aveva appoggiato fin dall'inizio, Timoleonte concesse di rimanere al proprio posto di tiranno di Tauromenio.

### Ultimi anni: riforma costituzionale e morte

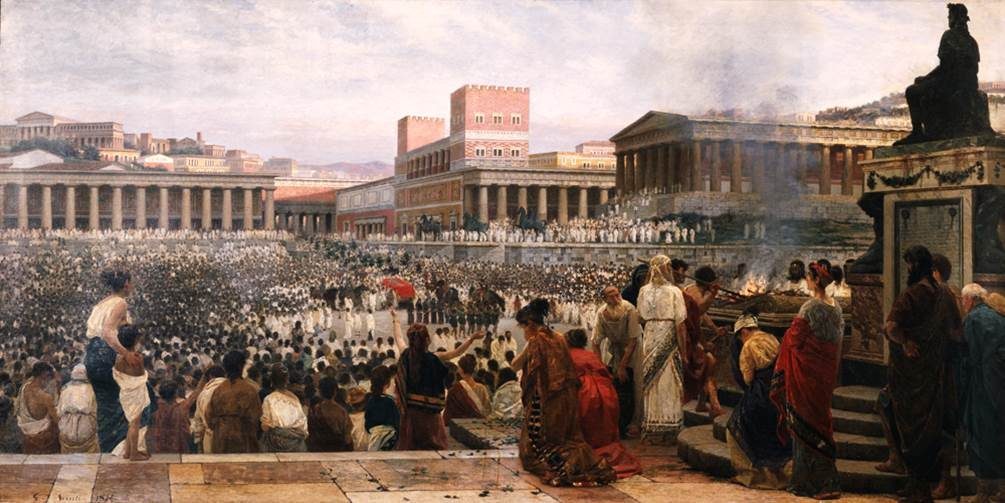
I funerali di Timoleonte rappresentati dal pittore Giuseppe Sciuti nel 1874: la tela è conservata presso la Galleria d'Arte Moderna di Palermo.

Come già Dione, Timoleonte promette una riforma costituzionale che sia articolata da artefici esterni: vengono dunque chiamati dalla madrepatria Corinto due legislatori, Cefalo e Dionisio. Non esistono fonti sui dettagli di questa riforma delle antiche leggi di Diocle. Anche a questa riforma è stata attribuita una marca democratica, ma è più probabile che essa fosse invece di stampo oligarchico e non troppo diversa da quella abbozzata da Dione. Forse il succo della riforma consisté nell'affidare il potere ad un'assemblea timocratica, detta Consiglio dei Seicento, che assistesse l'assemblea popolare nei suoi lavori. Al vertice dello Stato viene posto un magistrato eponimo, detto amphípolos, da eleggere ogni anno fra i sacerdoti di Zeus Olimpio (dei tre eletti ne veniva poi sorteggiato uno), ma non è chiaro se si trattasse di una carica meramente onorifica o se Timoleonte cercasse di dare alla propria riforma una consacrazione religiosa. In ogni caso questa carica sarebbe durata trecento anni.
Contestualmente alla riforma costituzionale, nel 338 a.C. (in occasione dei giochi panellenici) Timoleonte emette un nuovo bando di colonizzazione che coinvolge Greci dell'Egeo e d'Asia. Anche l'entroterra della Sicilia ne beneficia, come evidenziato dai ritrovamenti archeologici.
Diodoro Siculo pone la morte di Timoleonte tra il 337 e il 336 a.C., ma molto probabilmente quella è la data in cui, con gravi problemi alla vista, il condottiero si ritira a vita privata. Timoleonte non fa ritorno a Corinto, ma spende i suoi ultimi giorni, ormai del tutto cieco, a Siracusa e quando si presentano problemi importanti partecipa ancora all'assemblea cittadina, prendendo la parola.
Ai suoi funerali sarebbero affluite genti da tutta la Sicilia. In quell'occasione, stando al racconto di Plutarco, un tale Demetrio, il banditore dalla voce più potente, lesse da un manoscritto un decreto che sembra recitasse:
Κορίνθιον τόνδε θάπτει μὲν διακοσίων

μνῶν, ἐτίμησε δ᾽ εἰς τὸν ἅπαντα χρόνον

ἀγῶσι μουσικοῖς, ἱππικοῖς, γυμνικοῖς, ὅτι

τοὺς τυράννους καταλύσας καὶ τοὺς βαρβάρους

καταπολεμήσας καὶ τὰς μεγίστας τῶν

ἀναστάτων πόλεων οἰκίσας ἀπέδωκε τοὺς

νόμους τοῖς Σικελιώταις.»
(Plutarco, Vita di Timoleonte, 39.5)
Dopo la morte, i Siracusani gli dedicano il culto destinato agli eroi. La sua riforma costituzionale e gran parte dei suoi risultati (fatta eccezione per l'attività di ripopolamento e di ristrutturazione urbanistica) scompaiono con lui.